# Jonathan David
Jonathan Christian David (Brooklyn, 14. siječnja 2000.) kanadski je nogometaš koji igra na poziciji napadača. Trenutačno igra za Juventus.

## Rani život
David je rođen u New York Cityju. Roditelji su mu s Haitija. David se s roditeljima preselio u haićanski glavni grad Port-au-Prince kada mu je bilo tri mjeseca. Kada mu je bilo šest godina preselio se s roditeljima u Ottawu, glavni grad Kanade.
Kao desetogodišnjak počeo je igrati za ottawski klub Gloucester Dragons SA. Iduće godine prešao je u Ottawa Gloucester SC za koji je igrao do 2015. Iduće godine postao je članom kluba Ottawa Internationals SC. Dok je bio dijete gledao je europske nogometne lige, a ne Major League Soccer (ligu u kojoj se natječu klubovi iz SAD-a i Kanade) jer nije htio igrati u Sjevernoj Americi, već Europi.

## Klupska karijera

### Gent
U siječnju 2018. David je prešao u Gent. Za novi klub je debitirao 4. kolovoza 2018. u ligaškoj utakmici protiv kluba Zulte Waregem te je pritom postigao pogodak u sudačkoj nadoknadi za konačnih 1:1. Pet dana kasnije postigao je jedini pogodak na utakmici trećeg kvalifikacijskog kola UEFA Europske lige 2018./19. protiv poljskog kluba Jagiellonia Białystok.

### Lille
Dana 11. kolovoza 2020. potpisao je petogodišnji ugovor s Lilleom. Lille je za Davida navodno platio 30 milijuna eura što je učinilo njegov transfer najskupljim transferom nekog kanadskog igrača u povijesti. Za Lille je debitirao 22. kolovoza u ligaškoj utakmici protiv Rennesa s kojim je Lille igrao 1:1. Svoj prvi klupski pogodak postigao je 22. studenog u ligaškoj utakmici protiv Lorienta koji je izgubio utakmicu 4:0. Dana 3. travnja 2021. David je postigao jedini gol u ligaškoj utakmici protiv Paris Saint-Germaina. To je bila Lilleova prva ligaška pobjeda u gostima protiv Paris Saint-Germaina od travnja 1996. Dana 23. svibnja 2021. David je postigao gol u ligaškoj utakmici protiv Angersa koja je završila 1:2. Tom pobjedom Lille je osvojio francuskom ligu. Svoj prvi pogodak u UEFA Ligi prvaka postigao je iz penala 2. studenog 2021. protiv Seville koja je poražena 1:2. U sezoni 2022./23. David je postigao 24 gola u Ligue 1 čime je bio treći najbolji strijelac lige, iza Kyliana Mbappéa i Alexandrea Lacazettea. Iduće sezone 19 puta je bio strijelac. Od njega je jedino više golova postigao Kylian Mbappé. Golom protiv Juventusa 5. studenog 2024. u UEFA Ligi prvaka David je s 13 postignutih pogodaka postao najbolji klupski strijelac u europskim natjecanjima. Napustio je Lille kao treći najbolji strijelac u povijesti kluba.

### Juventus
Kao slobodni igrač potpisao je 4. srpnja 2025. ugovor s Juventusom do ljeta 2030.

## Reprezentativna karijera
Za kanadsku nogometnu reprezentaciju debitirao je i postigao dva gola 9. rujna 2018. protiv Američkih Djevičanskih otoka koji su poraženi 8:0 u kvalifikacijskoj utakmici za CONCACAF Ligu nacija.
Dana 30. svibnja 2019. David je imenovan članom kanadske momčadi za CONCACAF Gold Cup 2019. Kanada je u posljednjoj utakmice grupne faze tog natjecanja igrala protiv Kube i pobijedila 7:0. David je tada postigao hat-trick. Premda je Kanada izgubila u osmini finala od Haitija, David je sa šest postignutih golova bio najbolji strijelac natjecanja.
David je 7. rujna 2019. postigao jedan pogodak protiv Kube. To mu je bio osmi pogodak za Kanadu u toj kalendarskoj godini te je time srušio rekord za najboljeg strijelca Kanade u nekoj kalendarskoj momčadi.  Imenovan je najboljim nogometašem Kanade za 2019. godinu.
Dana 8. lipnja 2021. David je postigao hat-trick protiv Surinama koji je poražen 4:0 u kvalifikacijskoj utakmici za Svjetsko prvenstvo 2022. u Kataru. David je sveukupno postigao devet golova u kvalifikacijskim utakmicama za to svjetsko prvenstvo.
U studenom 2022. imenovan je članom kanadske momčadi na Svjetskom prvenstvu 2022. Na tom Svjetskom prvenstvu, koje je bilo Kanadino prvo od 1986., debitirao je 23. studenoga kada je Kanada izgubila 1:0 od Belgije.
David je 19. studenog 2024. postigao svoj 31. pogodak za Kanadu protiv Surinama čime je postao najbolji strijelac u povijesti reprezentacije.

## Priznanja

### Individualna
- Član ajboljih 11 CONCACAF Gold Cupa: 2019.[34]
- Najbolji strijelac CONCACAF Gold Cupa: 2019.[35]
- Član najboljih 11 završnice CONCACAF Lige nacija: 2023.[36]
- Najbolji strijelac belgijske prve lige: 2019./20. (s Dieumercijem Mbokanijem)[37]
- Kanadski nogometaš godine: 2019.,[38] 2024.[39]
- Igrač mjeseca Ligue 1: studeni 2024.[40]
- Igrač godine Genta: 2019./20.[41]

### Klupska
Lille
- Ligue 1: 2020./21.[42]
- Trophée des Champions: 2021.[43]

## Vanjske poveznice
- Profil, Kanadski nogometni savez
- Profil, Soccerway